# المخاضة السفلى (نجرة)

تعديل مصدري - تعديل

المخاضة السفلى هي إحدى قرى عزلة الشرقى بمديرية نجرة التابعة لمحافظة حجة، بلغ تعداد سكانها 816 نسمة حسب تعداد اليمن لعام 2004.